# Бікен-Сквер (Флорида)
Бікен-Сквер (англ. Beacon Square) — переписна місцевість (CDP) в США, в окрузі Паско штату Флорида. Населення — 8320 осіб (2020).

## Географія
Бікен-Сквер розташований за координатами 28°12′40″ пн. ш. 82°45′2″ зх. д. / 28.21111° пн. ш. 82.75056° зх. д. (28.211213, -82.750685).  За даними Бюро перепису населення США в 2010 році переписна місцевість мала площу 5,29 км², з яких 5,19 км² — суходіл та 0,09 км² — водойми.

## Демографія
Згідно з переписом 2010 року, у переписній місцевості мешкали 7224 особи в 3239 домогосподарствах у складі 1882 родин. Густота населення становила 1366 осіб/км².  Було 4130 помешкань (781/км²).
Расовий склад населення:
| - 90,2 % — білих - 3,1 % — чорних або афроамериканців - 1,6 % — азіатів - 0,3 % — корінних американців - 2,2 % — осіб інших рас |

До двох чи більше рас належало 2,5 %. Частка іспаномовних становила 9,9 % від усіх жителів.
За віковим діапазоном населення розподілялося таким чином: 19,3 % — особи молодші 18 років, 57,5 % — особи у віці 18—64 років, 23,2 % — особи у віці 65 років та старші. Медіана віку мешканця становила 44,7 року. На 100 осіб жіночої статі у переписній місцевості припадало 91,1 чоловіків;  на 100 жінок у віці від 18 років та старших — 88,5 чоловіків також старших 18 років.
Середній дохід на одне домашнє господарство  становив 42 016 доларів США (медіана — 35 763), а середній дохід на одну сім'ю — 51 117 доларів (медіана — 41 009). Медіана доходів становила 35 000 доларів для чоловіків та 31 667 доларів для жінок. За межею бідності перебувало 23,4 % осіб, у тому числі 33,6 % дітей у віці до 18 років та 19,3 % осіб у віці 65 років та старших.
Цивільне працевлаштоване населення становило 1970 осіб. Основні галузі зайнятості: освіта, охорона здоров'я та соціальна допомога — 19,5 %, науковці, спеціалісти, менеджери — 14,4 %, роздрібна торгівля — 12,1 %.